# 马塞杜-杜马图
马塞杜-杜马图是葡萄牙布拉干萨区的一个堂区。总面积15.45平方公里，总人口296人，人口密度19.2人/平方公里。